# زنده‌زایی
زنده‌زایی (به انگلیسی: Viviparity) از دو واژۀ لاتین vivus (زنده) و parere (به وجود آوردن) تشکیل شده و در مجموع به معنی «زنده متولد کردن» است. این اصطلاح هم در جانورشناسی و هم در گیاه‌شناسی به عنوان یک اصطلاح برای طبقات خاصی از حالات تولید مثل استفاده می‌شود، هر چند دارای معانی متفاوتی در این دو زمینه است.

## جانورشناسی
در جانورشناسی، زنده‌زایی اشاره به شکل‌گیریِ جنین در درون بدنِ والد دارد و در نهایت منجر به تولد نوزاد زنده می‌شود. «زنده‌زایی» نقطۀ مقابلِ تولید مثل به روش «تخمگذاری» است که در آن تکامل در خارج از بدن والدین صورت می‌گیرد. اَشکال مختلفی از این نوع تولید مثل وجود دارد.

## گیاه‌شناسی

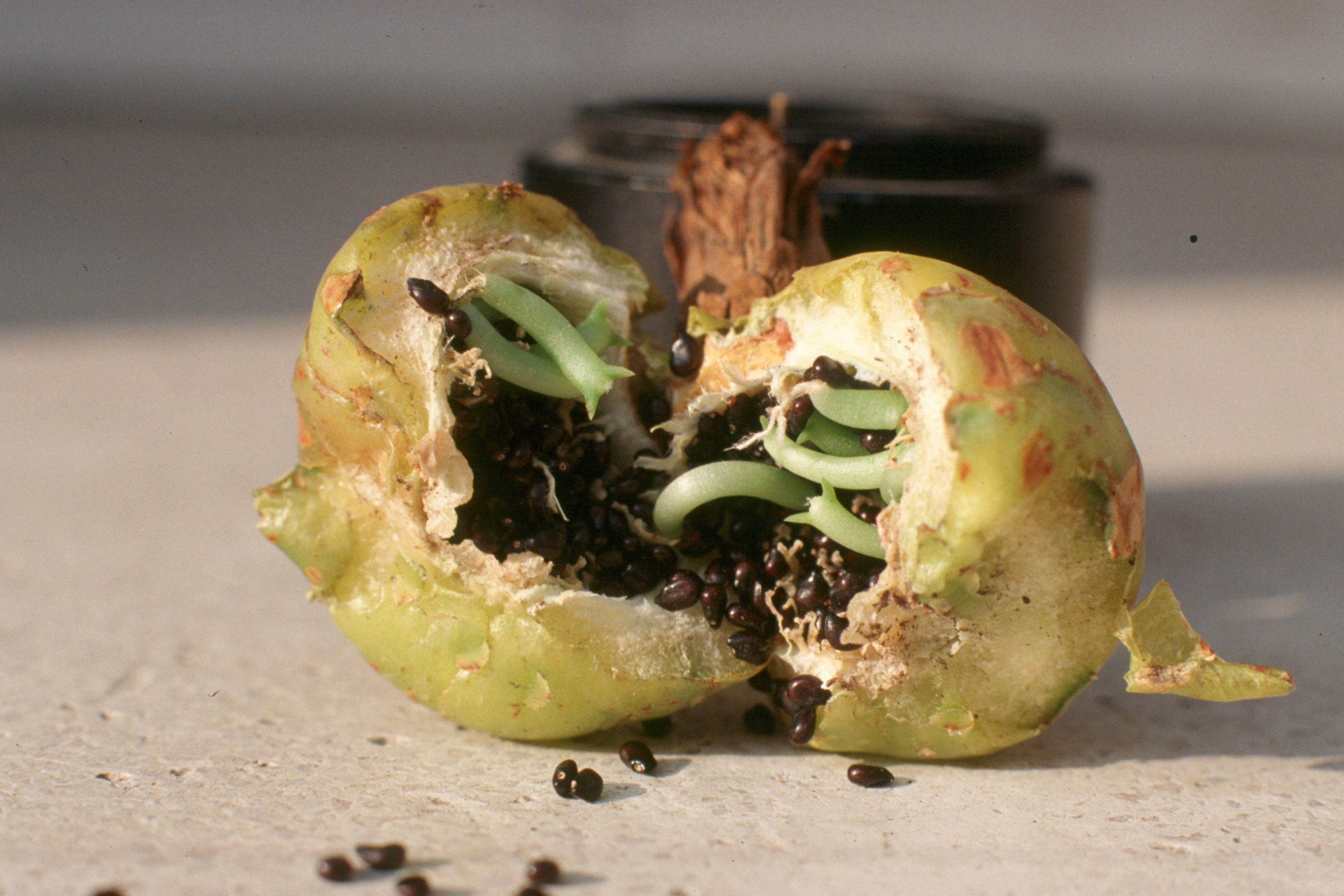
Fruto Cactaceae

در گیاه‌شناسی، زنده زایی به جوانه زدن بذر یا پیاز هنگامی که هنوز روی گیاه مادری قرار دارند گفته می‌شود. این پدیده هنگامی رخ می‌دهد که تعادل هورمونیِ دانه، که هنوز بر روی گیاه مادری قرار دارد، بر هم خورده و خوابِ بذر شکسته شده و جوانه‌زنی اتفاق می‌افتد. این رخداد نیز همانند زنده‌زایی در جانوران نقطۀ مقابلِ جوانه‌زنیِ دانه یا پیاز جدا شده از گیاهِ مادری است.